# Зуша
Зуша (рос. Зуша) — річка у Тульській та Орловській області, права притока річки Оки.
Річка бере початок у Кам'янському районі Тульської області. Протікає через Корсаковський, і Новосільский райони, у південно-західному напрямку, а потім, поблизу міста Новосіля, досить круто повертає до північного заходу, проходить по Мценському району і впадає в річку Оку біля сел. Городище, на межі з Болховським районом.
Довжина Зуші — 234 км, ширина біля м. Новосіля 32 метра, глибина 2 метри, а у Мценському районі, ширина 40-80 метрів і глибина 2 метри. Береги в загальному обривисті й скелясті, складені з порід девонської системи; заливних широких місць немає; течія швидка, місцями, наприклад у міста Новосіля, порожиста. Закрита льодом з початку грудня до кінця березня. Живлення річки переважно снігове, витрата води біля Мценська близько 28 м³/сек.
Основні притоки: Неруч, Чернь і Сніжедь.
Раніше Зуша використовувалася для судноплавства від міста Мценська до злиття з Окою протягом 35 км; внаслідок великого мендрування і кам'янистого дна судноплавство Зушею зараз майже неможливе. В 1900 р. у місто Мценськ прибуло 2 судна з 3 тисячами пудів (49 тонн) вантажу і відправлено вниз 1 судно з 15 тисячею пудів (246 тонн).
В 1950-ті роки на річці були побудовані греблі ГЕС: Воротинцевська, Новосільська (168 кВт) і Ликовська (760 кВт), в наш час (2000-ні роки) занедбані.
По берегах Зуші багато старовинних поселень, а також міста Мценськ і Новосіль, обидва на правому березі.